# Sphinx (генератор документации)
Sphinx — генератор документации, который преобразует файлы в формате reStructuredText в HTML website и другие форматы (PDF, EPub и man). Он использует ряд расширений для reStructuredText (например, для автоматической генерации документации по исходному коду, создания математических формул или подсветки исходного кода). Первый публичный релиз (версия 0.1.61611) был объявлен 21 марта 2008 года. Он был разработан и широко используется для документирования языка программирования Python, а также его дополнительных модулей.
С момента своего появления в 2008 году, на Sphinx перешли крупные Python-проекты: Bazaar, SQLAlchemy, MayaVi, Sage, SciPy, Django и Pylons; также он используется для документирования Blender Python API.

### Read the Docs
Для облегчения поддержки документирования программного обеспечения был создан проект Read the Docs. Он автоматизирует процесс создания и загрузки Sphinx-документации после каждой фиксации изменений в исходном коде. Проект спонсируется Python Software Foundation.